# Gandhara
Gandhara var et antikt indisk rige omkring byen Taxila, nær den nuværende by Rawalpindi i Pakistan. Gandhara blev i 500-tallet f.Kr. erobret af fremmede krigsherrer som trængte ind på den indiske halvø.